# Демонстрация румынских монархистов 8 ноября 1945 года
Демонстрация румынских монархистов 8 ноября 1945 года (рум. Manifestația de la 8 noiembrie 1945) — массовая манифестация сторонников короля Румынии Михая I. Произошла в Бухаресте 8 ноября 1945. Являлась актом антикоммунистического протеста, была направлена против РКП и правительства Петру Грозы. Переросла в силовое столкновение, подавлена правительственными силами — 11 убитых, более 1100 арестованных. Обозначила рубеж ужесточения режима, постепенного преобразования королевства в РНР. Расправа с демонстрацией подтолкнула румынскую оппозицию к вооружённому сопротивлению.

## Контекст
23 августа 1944 в Румынии произошёл государственный переворот. Кондукэтор Ион Антонеску был отстранён от власти, арестован и через два года казнён. Формальным главой государства позиционировался король Михай I. Но в условиях советской оккупации реальная власть быстро переходила к Румынской коммунистической партии (РКП).
6 марта 1945 правительство возглавил союзник РКП Петру Гроза. В его кабинет вошли шесть руководящих коммунистов: Георге Георгиу-Деж (министр коммуникаций и общественных работ), Теохари Джорджеску (министр внутренних дел), Лукрециу Пэтрэшкану (министр юстиции), Мирча Дума (министр финансов), Тудор Ионеску (министр шахт и нефтедобычи), Петре Константинеску-Яшь (министр пропаганды). Таким образом, под контролем РКП оказались административный аппарат, карательные органы, суды, печать, важные позиции в экономике. Партийное руководство — Георгиу-Деж, Джорджеску, Пэтрэшкану, Анна Паукер, Эмиль Боднэраш, Василе Лука — превратилось в «теневое правительство», напрямую связанное с СССР. В Румынии постепенно устанавливался коммунистический режим.
В таких условиях политическим символом и организационным центром оппозиции закономерно становился король. Молодой монарх — в 1945 Михаю I исполнилось 24 года — воспринимался как гарант демократических порядков, прав и свобод. Его поддерживали партии национал-либералов (НЛП) и национал-цэрэнистов (НЦП) — ещё не запрещённые и даже формально представленные в правительстве. Он обладал широкой популярностью в стране. 21 августа 1945 король вступил в прямой конфликт с прокоммунистическим правительством — отказался подписывать правительственные акты, которые без этого юридически не имели силы. Это получило название Greva regală — Королевская забастовка. Между Михаем I и Петру Грозой шли трудные переговоры.

## Подготовка
8 ноября Румынская православная церковь отмечает день архангела Михаила. В эту дату 1945 верующие, монархисты, антикоммунисты, другие оппозиционеры решили поздравить короля Михая с именинами и тем самым выразить общественную поддержку. На этот же день, согласно правительственному решению, было перенесено с 25 октября официальное празднование дня рождения монарха.
Организаторами акции выступили активисты НЛП и НЦП. Ведущую роль сыграли лидеры национал-либеральной студенческой молодёжи Раду Кымпяну и Дину Замфиреску. Планировалось пройти по улицам Бухареста к центральной Дворцовой площади и там провести митинг. Было известно, что Михай I в этот день находился в резиденции в Синае, но акцию следовало проводить в столице.
Правительство и руководство РКП постарались сорвать демонстрацию. Эта задача возлагалась на МВД во главе с коммунистом Джорджеску. Но РКП не была готова к массированному столкновению. Кроме того, ожидался скорый приезд в Румынию известного американского журналиста Марка Этриджа, спецпредставителя президента США Гарри Трумэна. Поэтому министр попытался избежать прямой уличной конфронтации.
Глава МВД вызвал на разговор представителей НЛП и НЦП. Присутствовали генеральные секретари обеих партий Константин (Бебе) Брэтиану (национал-либерал) и Николае Пенеску (национал-цэрэнист) с группой соратников. Джорджеску предложил им провести мероприятие в закрытом помещении, обещая безопасность собрания. Оппозиционные лидеры отказались от такого варианта. Особенно резко отвергли Раду Кымпяну и Ион Михалаке.
Сторонники короля стремились провести массовую акцию под открытым небом. Они проявляли большой энтузиазм — впоследствии очевидцы вспоминали, что в столице трудно было приобрести портрет Михая I: изображения короля были разобраны заранее. Распространялся призыв: «Если ты румын, то будешь на Дворцовой!»
Свои приготовления провела и правительственно-коммунистическая сторона. Были отмобилизованы подразделения столичной полиции и жандармерии, приведены в боеготовность мобильные бригады МВД под командованием генерала Александра Никольского. Сформированы группы партактива РКП и прокоммунистического профобъединения Всеобщая конфедерация труда (ВКТ), во главе которого стоял член ЦК РКП Георге Апостол, ближайший сподвижник Георгиу-Дежа. Именно эти группы составили костяк правительственных сил.
8 ноября 1945 около восьми утра Джорджеску позвонил Пенеску и сказал, что «демонстрации не запрещены, но провокации будут пресекаться». Это сообщение носило формально-процедурный характер.

## Столкновение
С раннего утра 8 ноября 1945 на Дворцовой площади появились группы школьников, но их быстро разогнала полиция. В девять утра прибыла делегация инвалидов войны — их пришлось пропустить в королевский дворец для передачи официальных поздравлений. Основная колонна национал-либеральной молодёжи двинулась от Бухарестского университета по проспекту Победы и бульвару Королевы Елизаветы. Вёл колонну Раду Кымпяну. По другим маршрутам шли национал-цэрэнисты. К партийным колоннам присоединялись тысячи бухарестцев под лозунгом «Да здравствует король!» Особенно активны были студенты, учащиеся технических училищ и старшеклассники. Жандармско-полицейские и армейские заслоны, выставленные на улицах, не препятствовали проходу демонстрантов, а иногда выражали симпатию.
Примерно в без четверти одиннадцать начался спонтанный митинг на Дворцовой площади. Под портретами Михая I и королевы-матери Елены собравшиеся кричали здравицы монарху и пели королевский гимн. Против них были выдвинуты выдвинуты крупные силы жандармерии и полиции. Из здания МВД выдвинулась мобильная бригада. Но основу правительственных сил составляли боевики РКП и ВКТ. Они были организованы партийно-министерскому набору на бухарестских заводах и доставлены на десяти грузовиках.
Коммунистические активисты, набранные Апостолом по указанию Джорджеску, проявляли особую агрессивность. Их действия превратили демонстрацию в ожесточённое силовое столкновение. Таким образом были созданы формальные основания для применения военной силы и полицейских репрессий.
Первыми на Дворцовую площадь подошли менее многочисленные, но более мобильные колонны НЦП. Они вступили в резкую перебранку с коммунистами, причём обе стороны выступали под монархическими лозунгами. (Правительство официально считалось королевским, СССР и РКП на том этапе ещё не считали ситуацию созревшей для устранения Михая.) Демонстранты скандировали: «Король и Отечество!», коммунисты: «Гроза и народ! Народный король!» Началась жестокая массовая драка у памятника Каролю I. Сторонники правительства были многочисленнее, цэрэнисты отступали. Положение изменилось с появлением либеральной колонны. Демонстранты пошли в контратаку, перевернули один грузовик, подожгли другой. Раду Кымпяну забрался на фасад королевского дворца и обратился с речью к собравшимся.
Драка расширялась, в ход шли камни, палки, кувалды, даже утюги. Это позволило властям квалифицировать происходящее как «провокацию» и массовые беспорядки — на что и делался изначальный расчёт. Мобильная бригада МВД начала стрелять по демонстрантам. Около двух часов дня на Дворцовую площадь прибыли подразделения армейской дивизии «Тудор Владимиреску». Решающий приказ солдатам отдал полковник Николае Камбря. Военные открыли огонь на поражение и двинулись в атаку на протестующих. Демонстранты рассеивались по близлежащим улицам, стараясь группироваться около крупных зданий и продолжать сопротивление.
Убиты были 11 человек, раненые исчислялись сотнями. На площади задержаны 557 демонстрантов, в следующие дни количество арестованных превысило 1100. Примерно к трём часам дня демонстрация была разогнана.
Среди погибших оказались не только оппозиционные демонстранты-монархисты, но и сторонники РКП и правительства. Больше всего среди убитых было рабочих, а также коммерсанты, студенты, погиб также один военнослужащий.

## Последствия
Ответственность за кровопролитие власти возложили на демонстрантов. 12 ноября правительство, РКП, ВКТ и организации НДФ провели траурное шествие: хоронили шестерых погибших на Дворцовой площади, которых характеризовали как «героев рабочего класса» — то есть представителей правительственной стороны. От руководства РКП с пафосными речами выступали Георге Апостол (будущий претендент на лидерство в РКП и позднее диссидент) и Мирон Константинеску (ранее известный симпатиями к легионерству). Мероприятие сравнивалось с митингом 1940 при создании Национал-легионерского государства — по накалённости призывов к мести и насилию.
РКП получила предлог для перехода к откровенно репрессивному курсу. Начались повальные преследования оппозиции. Арестную кампанию возглавляли глава МВД Джорджеску, его заместитель Марин Жьяну и генерал Никольский. Официальное расследование возглавлял военный прокурор майор Йоргу Попеску. Неофициально, но действенно к следствию подключились партийные инстанции РКП, Апостол лично допрашивал задержанных.
НЛП и НЦП подверглись жёсткому давлению. Замфиреску был арестован ещё на площади, вскоре та же судьба постигла Кымпяну, Попеску, Михалаке, Бебе Брэтиану. Особо ставилась задача репрессировать председателя НЛП Дину Брэтиану и председателя НЦП Юлиу Маниу (это решение было согласовано с Москвой на уровне Сталина). Василе Лука от имени НДФ обвинил их в «мятеже, устроенном в День короля с игрой на монархических чувствах народа при англо-американской поддержке».
От арестованных под пытками требовали показаний на Брэтиану и Маниу. В отношении 29 человек были сформулированы обвинения и переданы в военный трибунал. Однако угроза суда использовалась в основном как метод шантажа, процесс по «делу 8 ноября» так и не состоялся. Аресты оппозиционных лидеров последовали через несколько лет. Но после ноябрьских событий Брэтиану и Маниу оба были устранены из политики и поставлены под жёсткий контроль. Во втором правительстве Грозы уже не было представителей НЛП и НЦП, зато были Паукер, Бэднараш, Лука во главе МИД, Минобороны и Минфина. В 1947 последовал запрет оппозиционных партий.
30 декабря 1947 король Михай I был принуждён к отречению. При этом Гроза, Георгиу-Деж и Джорджеску шантажировали монарха судьбой демонстрантов, арестованных за акцию 8 ноября 1945 и находившихся в тюрьмах на положении заложников.
В то же время демонстрация показала широкую поддержку монархии и оппозицию РКП. Тётя Михая I принцесса Иляна отмечала, что «немногие народы готовы идти на расстрел, чтобы поздравить своего короля с днём рождения». Нападение на демонстрацию побудило румынских оппозиционеров искать иные пути борьбы. События способствовали развёртыванию антикоммунистического партизанского движения.

## Продолжение
8 ноября 1945 показало склонность властей применять против оппозиции не только государственные силовые структуры, но и формирования типа «титушек». Это практиковалось и впоследствии. Даже в декабрьские дни 1989 Николае Чаушеску пытался использовать для своей защиты «Патриотическую гвардию», но этот расчёт полностью провалился. Уже после антикоммунистической Румынской революции президент Ион Илиеску, правящий ФНС и правительство Петре Романа в конфликтах с оппозицией опирались на поддержку бухарестских рабочих и шахтёров из долины Жиу. Особенно это проявилось в июне 1990, когда шахтёрская Минериада стала главным орудием разгона протестной Голаниады. В этой связи некоторые авторы называют 8 ноября 1945 «первой Минериадой» и напоминают, что Илиеску тогда было 15 лет.
Раду Кымпяну и Дину Замфиреску отбыли тюремно-лагерные сроки, эмигрировали и вернулись в Румынию после падения коммунистического режима. Кымпяну в начале 1990-х возглавлял восстановленную НЛП, на выборах 1990 баллотировался в президенты. Видным деятелем НЛП являлся и Замфиреску. Оба встречались с Михаем Румынским при его визите в страну.